# الدوري السويدي الدرجة الثانية 1939–40
الدوري السويدي الدرجة الثانية 1939–40 (بالسويدية: Division II i fotboll 1939/1940)‏ هو موسم من الدوري السويدي الدرجة الثانية. فاز فيه Reymersholms IK ‏.